# Боболін (Славенський повіт)
Боболін (пол. Bobolin, нім. Böbbelin) — село в Польщі, у гміні Дарлово Славенського повіту Західнопоморського воєводства.
Населення — 148 осіб (2011).
У 1975-1998 роках село належало до Кошалінського воєводства.

## Демографія
Демографічна структура станом на 31 березня 2011 року:
|          | Загалом | Допрацездатний вік | Працездатний вік | Постпрацездатний вік |
| -------- | ------- | ------------------ | ---------------- | -------------------- |
| Чоловіки | 81      | 19                 | 55               | 7                    |
| Жінки    | 67      | 5                  | 46               | 16                   |
| Разом    | 148     | 24                 | 101              | 23                   |